# 瑪莉安·歌迪雅
瑪莉詠·柯蒂亞（法語：Marion Cotillard，法語發音：[maʁjɔ̃ kɔtijaʁ] ⓘ；1975年9月30日—），法國女演員，以2007年電影《玫瑰人生》（La Môme）獲得第65屆金球獎最佳音樂或喜劇類女主角獎，第80届奥斯卡金像獎最佳女主角奖得主。

## 電影作品
- 1998：《終極殺陣》（Taxi）
- 2000：《終極殺陣2：雷霆霹靂》（Taxi 2）
- 2003：《終極殺陣3》（Taxi 3）
- 2003：《敢愛就來》（两小无猜）（Jeux d'enfants / Love Me If You Dare）
- 2003：《大智若魚》（Big Fish）
- 2004：《未婚妻的漫長等待》（Un long dimanche de fiançailles / A Very Long Engagement）
- 2006：《美好的一年》（A Good Year）
- 2007：《玫瑰人生》（La Môme / La Vie en rose）
- 2009：《頭號公敵》（Public Enemies）
- 2009：《華麗年代》（Nine）
- 2010：《全面啟動》（Inception）
- 2010：《愛．謎．藏》（Little White Lies）
- 2011：《午夜巴黎》（Midnight in Paris）
- 2011：《全境擴散》（Contagion）
- 2012：《锈与骨》（Rust and Bones）
- 2012：《黑暗騎士：黎明昇起》（The Dark Knight Rises）
- 2013：《紐約風塵》（The Immigrant）
- 2014：《兩天一夜》（Two Days, One Night）
- 2015：《小王子》（The Little Prince，英語和法語版配音）
- 2015：《馬克白》（Macbeth）
- 2015：《小小兵》（Minions，法語版配音）
- 2015：《萬物一體》（Unity，紀錄片）
- 2015：《愛波的異想世界》（Avril et le Monde truqué / April and the Extraordinary World，配音）
- 2016：《不過就是世界末日》（Juste la fin du monde / It's Only the End of the World）
- 2016：《石頭之痛》（Mal de pierres / From the Land of the Moon）
- 2016：《同盟鶼鰈》（Allied）
- 2016：《刺客教條》（Assassin's Creed）
- 2017：《搖滾救明星（英语：Rock'n Roll (2017 film)）》（Rock'n Roll）
- 2017：《舊愛回來後》（Ismael's Ghosts）
- 2018：《天使的臉孔》（Angel Face）
- 2020：《杜立德》（Dolittle，配音）
- 2021：《安妮特》（Annette）

## 外部連結
- 官方網站 （页面存档备份，存于）（法文）（英文）
- 瑪莉安·歌迪雅的Instagram帳戶
- 瑪莉安·歌迪雅在互联网电影资料库（IMDb）上的資料（英文）
- 瑪莉安·歌迪雅在豆瓣上的资料（简体中文）
- 法國AlloCiné影劇資料庫上瑪莉安·歌迪雅的演藝人員資料（法文）

- 在AllMovie上瑪莉安·歌迪雅的頁面（英文）
- 瑪莉安·歌迪雅在爛番茄上的頁面（英文）
- TCM电影资料库上瑪莉安·歌迪雅的资料（英文）
- 瑪莉安·歌迪雅在TV Guide